# François Cheng
Pour les articles homonymes, voir Cheng.
François Cheng (nom d'auteur ; nom chinois : 程抱一 ; pinyin : Chéng Bàoyī ; litt. « qui embrasse l'unité »), né le 30 août 1929 à Nanchang (province du Jiangxi, Chine), est un écrivain, poète et calligraphe français d’origine chinoise. Il est naturalisé français en 1971 et ne détient depuis que cette nationalité. Il est membre de l'Académie française depuis 2002.
Ses travaux se composent de traductions des poètes français en chinois et des poètes chinois en français, d’essais sur la pensée et l’esthétique chinoises, de monographies consacrées à l’art chinois, de recueils de poésies, de romans et d’un album de ses propres calligraphies.

## Biographie
Né Cheng Chi-hsien (程纪贤) en 1929, il est issu d'une famille de lettrés et d'universitaires.
C'est un enfant de la guerre, notamment de la Seconde Guerre sino-japonaise. Il écrit que son cœur « fut à jamais meurtri par le phénomène du Mal ».
Après des études à l'université de Nankin, François Cheng arrive à Paris avec ses parents en 1948 lorsque son père (1895-1975) obtient un poste à l'Unesco en tant que spécialiste des sciences de l’éducation. Alors que sa famille émigre aux États-Unis en 1949 en raison de la guerre civile chinoise, il décide de s'installer définitivement en France, motivé par sa passion pour la culture française.

### Apprentissage du français
Il se consacre à l'étude de la langue et de la littérature françaises en vivant dans le dénuement et la solitude avant de faire dans les années 1960 des études universitaires, en préparant un diplôme de l'École pratique des hautes études (EPHE),. Dans les années 1960, il enseigne au Centre de linguistique chinoise, le futur Centre de recherches linguistiques sur l'Asie orientale. Il se lance aussi dans des traductions en chinois de poèmes français, puis celles de poèmes chinois en français.
En 1969, il est chargé d’un cours à l'université Paris-VII. À partir de là, il mènera de front l’enseignement et une création personnelle. Il est naturalisé français en 1971. En 1974, il devient maître de conférences puis professeur à l’Institut national des langues et civilisations orientales.

### Publications
Tout d'abord, il publie de la poésie en chinois à Taïwan et à Hong Kong. Ce n'est que tardivement (en 1977) qu'il écrit en français, sur la pensée, la peinture et l'esthétique chinoises et aussi des ouvrages poétiques. Jugeant avoir acquis assez d'expérience, il peut ensuite se lancer dans l'écriture de romans.
Son propos est « exigeant, porté par la grâce de la parole poétique » et l'on peut dire, avec lui, qu'il a réussi à « assimiler pleinement » deux grandes cultures, « les relier, les malaxer jusqu'à en faire un terreau fécond apte à donner naissance à des créations originales ».

### Dialogue avec les arts plastiques
François Cheng n'est pas seulement écrivain, il est également plasticien : il est l'auteur de nombreuses calligraphies. Il évoque cet art dans de nombreux ouvrages tels que Vide et plein : le langage pictural chinois (1979) ou encore Et le souffle devient signe (2001).
Il collabore également avec d'autres artistes, tels que le peintre coréen et prêtre dominicain Kim En Joong : ils publient communément Quand les âmes se font chant en 2014 chez Bayard, ouvrage réédité en 2018, qui se présente comme le dialogue entre des œuvres de deux artistes : « Le livre renoue avec l’ancestral dialogue qui prévaut en Asie entre la peinture et la poésie. Quand ses pages s’entrouvrent, elles semblent les deux ailes prêtes à s’élancer, elles suggèrent le jaillissement, le bond et l’ouvert, la palpitation d’un élan. La rainure du livre concrétise en miniature – comme ces jardins asiatiques de minuscule dimension – une réalité cosmogonique et un concept philosophique. Ravin du livre, le pli unit et sépare les deux propositions artistiques. »

### Engagements politiques et artistiques
Depuis 2008, il est membre du comité d'honneur de la fondation Chirac, créée pour agir en faveur de la paix dans le monde. Il est également membre d'honneur de l'Observatoire du patrimoine religieux (OPR), une association multiconfessionnelle qui œuvre à la préservation et au rayonnement du patrimoine culturel français.

### Vie privée
Il est le père de la sinologue Anne Cheng, née de sa relation, avec l'artiste peintre chinoise Zheng Zhen-ting. Il s'est marié en 1963 avec la Française Micheline Benoit, issue d'une famille catholique tourangelle et morte le 30 juin 2024 (à l'âge de 96 ans). Il a reçu le baptême catholique en 1969 et cette spiritualité est de grande importance pour lui, mais il préfère dire qu'il reste ouvert, que c'est la voie christique qu'il a choisie et qui l'a mené un peu plus loin que la voie du Tao qui continue de le guider cependant, plutôt que de se définir comme catholique ou chrétien, et il souligne les liens sans renoncement entre cette voie et le taoïsme, qui était initialement sa religion.
Son prénom français fait référence à saint François d'Assise. Il déclare que par une « rencontre inattendue » celui-ci a changé sa vie.

## Œuvres

### Recueils de poésie
- Erre, dessins de Marcel Dumont, La Balance, 1988
- Déployance, lavis de Marcel Dumont, La Balance, 1988
- De l'arbre et du rocher, Fata Morgana, 1989
- Saisons à vie, Encre marine, 1993
- 36 poèmes d'amour, Unes, 1997
- Double chant, Encre marine, 1998 - (prix Roger-Caillois)
- Cantos toscans, Unes, 1999
- Poésie chinoise, calligraphies de Fabienne Verdier, Albin Michel, 2000
- Qui dira notre nuit, Arfuyen, 2001
- Le Long d'un amour, Arfuyen, 2003
- Le Livre du vide médian, Albin Michel, 2004, édition revue et augmentée, 2009
- À l'orient de tout, Œuvres poétiques, Poésie Gallimard, 2005
- Vraie lumière née de vraie nuit, lithographies de Kim En Joong, éditions du Cerf, 2009
- Quand les âmes se font chant : cantos toscans, peintures de Kim En Joong, éditions Bayard, 2014[7]
- La vraie gloire est ici, Poésie Gallimard, 2015  (ISBN 978-2-070-11208-1)
- Enfin le royaume, quatrains, Poésie Gallimard, 2018  (ISBN 978-2-072-76744-9)
- Nostalgie de la rondeur, empreintes de Claude Viallat, éditions du Bourdaric, 2018
- Salutation, peintures et gravures de Loïc Le Groumellec, éditions du Bourdaric, 2020
- Suite orphique, 99 quatrains, Poésie Gallimard, 2024  (ISBN 978-2-073-05767-9)

### Romans
- Le Dit de Tianyi, Albin Michel, 1998 - (prix Femina)
- L'éternité n'est pas de trop, Albin Michel, 2002
- Quand reviennent les âmes errantes, Albin Michel, 2012 (ISBN 978-2-226-24008-8)
- De l’âme, Sept lettres à une amie, Albin Michel, 2016 (ISBN 978-2-226-32638-6)

### Essais et traductions
- Analyse formelle de l'œuvre poétique d'un auteur des Tang : Zhang Ruoxu, éditions Mouton, 1970
- Le Pousse-pousse, de Lao She, Traduction, éditions Robert Laffont, 1973.
- L'Écriture poétique chinoise, éditions du Seuil, 1977 et 1996
- Vide et plein : le langage pictural chinois, éditions du Seuil, 1979 et 1991
- Sept poètes français, éditions Huanan Renmin Chubanshe, 1983
- Henri Michaux, sa vie, son œuvre, éditions Ouyu, 1984
- Souffle-Esprit, éditions du Seuil, 1989 et 2006
- Entre source et nuage, Voix de poètes dans la Chine d'hier et d'aujourd'hui, Anthologie, Traduction, Albin Michel, 1990 et 2002
- Le dialogue : une passion pour la langue française, Desclée de Brouwer, 2002, réed. 2025
- Quand les pierres font signe, avec Fabienne Verdier, éditions Voix d'encre, 1997 et 2018
- Toute beauté est singulière : Peintres chinois de la voix excentrique, éditions Phébus, 2004
- Cinq méditations sur la beauté, Albin Michel, 2006  (ISBN 2226172157)
- L'un vers l'autre, En voyage avec Victor Segalen, éditions Albin Michel, 2008
- Un cheminement vers la vie ouverte, éditions Hermann, 2009.
- Œil ouvert et cœur battant : Comment envisager et dévisager la beauté, Desclée de Brouwer, 2011
- Cinq méditations sur la mort, autrement dit sur la vie, Albin Michel, 2013  (ISBN 978-2-226-25191-6)
- Assise, une rencontre inattendue, Albin Michel, 2014  (ISBN 978-2-226-25192-3)
- Entretiens avec Françoise Siri, suivis de douze poèmes inédits, Albin Michel, 2015  (ISBN 978-2-226-31475-8)
- À Notre Dame, Salvator, 2019
- Écriture et quête de sens, éditions Passiflore, 2020
- Une longue route pour m'unir au chant français, Albin Michel, 2022,  (ISBN 978-2-226-47730-9)
- Une nuit au cap de la Chèvre, Albin Michel, 2025

### Livres d'art, monographies
- L'Espace du rêve : mille ans de peinture chinoise, Phébus, 1980
- Chu Ta : le génie du trait, Phébus, 1986
- Shitao : la saveur du monde, Phébus, 1998 - (prix André-Malraux)
- D'où jaillit le chant, Phébus, 2000
- Et le souffle devient signe, Iconoclaste, 2001
- Que nos instants soient d'accueil, avec Francis Herth, Les Amis du Livre contemporain, 2005
- Pèlerinage au Louvre, Flammarion / Louvre, 2008
- La joie, En écho à une œuvre de Kim En Joong, Le Cerf, 2010
- Échos du silence, Créaphis, 2018

## Récompenses et distinctions
- Le 13 juin 2002, il devient membre de l'Académie française ; premier Asiatique élu, il est le vingtième récipiendaire du fauteuil 34. Il y est reçu le 19 juin 2003 par Pierre-Jean Remy[16]. Depuis le 5 août 2023, il est le vice-doyen d'âge de l'institution, juste derrière Dominique Fernandez, de cinq jours son aîné.
- Il est membre du Haut Conseil de la francophonie.

### Prix littéraires
- En 1998, François Cheng reçoit le prix Femina pour son roman Le Dit de Tianyi.
- En 2000, il reçoit le prix Roger-Caillois pour ses essais et son recueil de poèmes Double Chant.
- En 2001, il reçoit le grand prix de la francophonie de l'Académie française.

### Décorations
- Officier de la Légion d'honneur[17],[18]
- Chevalier des Palmes académiques[19]
- Commandeur de l’ordre des Arts et des Lettres (2002)[19]

## Entretiens
- Double je avec Bernard Pivot[20]